# Chelonus pusio
Chelonus pusio är en stekelart som beskrevs av Marshall 1885. Chelonus pusio ingår i släktet Chelonus och familjen bracksteklar. Inga underarter finns listade i Catalogue of Life.